# Осмент, Эмили
Э́мили Джо́рдан О́смент (англ. Emily Jordan Osment; род. 10 марта 1992 года, Лос-Анджелес, Калифорния, США) — американская актриса и певица. После работы в нескольких телевизионных фильмах в детстве получила известность за роль Герти Гигглс в фильмах Дети шпионов 2: Остров несбывшихся надежд и Дети шпионов 3-D: Игра окончена. Была номинирована на премию Эмми от канала Дисней за роль Лилли Траскотт в сериале «Ханна Монтана» и фильме «Ханна Монтана: Кино».
7 июля 2010 года был выпущен её дебютный сингл «Let’s Be Friends», а 5 октября того же года дебютный альбом Fight or Flight. Запись альбома проходила на студии Wind-up Records.
Эмили расширила свой репертуар в поп-музыке; в последнее время она записала немало молодёжных поп-хитов, таких как «I Don't Think About It», «If I Didn’t Have You» вместе с Митчелом Муссо и «Once Upon a Dream».
С 2018 по 2021 год Осмент играла роль Терезы на Netflix в.комедийно-драматическом сериале «Метод Комински», за который получила две номинации на премию Гильдии киноактёров США за выдающийся ансамбль в комедийном сериале.

## Биография
Эмили Джордан Осмент родилась в Лос-Анджелесе в семейной резиденции актёра Михаэля Юджина Осмента и Терезы Осмент — учителя английского языка. У Эмили есть старший брат — Хэйли Джоэл Осмент, также актёр. Именно он повлиял на решение Эмили стать актрисой.
Воспитывалась в традициях римско-католической церкви. В 2011 году после окончания её тура «Clap Your Hands», Эмили продолжила своё высшее образование, поступив в колледж «Occidental College», расположенный в Лос-Анджелесе.

## Карьера

### Актриса
Карьера Эмили началась в 1998 году, когда она сыграла роль для компании по экспресс доставке цветов Florists Transworld Delivery. После этого она снималась во многих рекламных роликах, но успех пришёл только в 1999 году, когда Эмили получает роль в фильме «Секрет жизни девочек». В том же году она снялась с Гленн Клоуз в телесериале «Конец зимы», после чего была номинирована на премию Молодой актёр. С тех пор она много снималась, но лучшие роли были в фильмах: «Прикосновение ангела», «Друзья» и «Третья планета от Солнца».
В 2002 году Эмили сыграла Герти Гигглс в фильме «Дети шпионов 2: Остров несбывшихся надежд». В 2003 году она так же сыграла Герти Гигглс в продолжении фильма «Дети шпионов 3: Игра окончена», который собрал $197 миллионов по всему миру.
В 2006 году Эмили получила роль Лилли Траскотт в диснеевском сериале «Ханна Монтана». За эту роль в 2007 году она вновь была номинирована на премию Молодой актёр в категории лучшее исполнение роли в телесериале. Она также появлялась в акции «Закулисные Тайны Ханны Монтаны» от Disney Channel, в котором она изображала Лолу в вымышленном интервью для шоу. Эмили также помогала разрабатывать некоторые предметы для одежды из коллекции «Hannah Montana», которую Disney выпустила в конце лета 2006 года.
25 декабря Осмент выступала на Всемирном Рождественском Параде Дня Уолта Диснея со звездой сериала Ханна Монтана Митчелом Муссо. На параде также выступали Майли Сайрус и актёры сериала Классный мюзикл. Осмент и Муссо рисовали эскиз, основанный на эпизоде из сериала Ханна Монтана. Осмент также озвучила роль в фильме «Самое необычное Рождество Рыжика», который также включал голоса звёзд Disney Channel Бренды Сонг и Дилана и Коула Спраус. Осмент спела несколько песен для фильма, в том числе «Непростая Рождественская любовь» и «Один день».
Эмили озвучила роль в Диснеевском мультфильме Лило и Стич 2: Большая проблема Стича. Она также играла главную роль гота в фильме Р. Л. Стайна: Зло: не думай об этом (со звездой сериала Ханна Монтана Коди Линли). В 2008 году фильм принёс ей номинацию в премии Молодой актёр. В 2007 году Эмили сыграла роль приглашённой звезды Келли в телепроекте Шорты коротышки McShorts на Disney Channel.
За кулисами Грэмми Эмили дала интервью о том, что будет сниматься в новом фильме Футбольная мама. В апреле 2008 года журналы «Parad» и «Forbes» ставят её № 1 в списке Hot Kid Stars To Watch. Осмент снялась в полнметражном фильме Disney Channel — Папохищение. Премьера фильма состоялась в феврале 2009 года. В апреле того же года состоялась премьера ещё одного полнометражного фильма Disney Channel — Ханна Монтана: Кино.
В мае 2011 года Осмент закончила съёмки ТВ-ролика для ABC Family в Ванкувере, который называется Кибер-террор. Вместе с ней снялись такие звёзды как Келли Роуэн и Кей Панабэйкер. Она играет роль Тэйлор Хиллридж, которая становится жертвой кибер-хулиганов.
В 2013—2014 году Осмент снималась в сериале Чистильщики, играя главную роль Рокси, наёмной убийцы экстра-класса.

### Певица
Эмили Осмент спела с Билли Рэй Сайрусом в песне «You’ve Got a Friend» из его альбома Home at Last. Осмент также записала песню «I Don't Think About It» для фильма «Зло: не думай об этом», после чего сняла видеоклип на эту песню. Видео было выпущено вместе с фильмом «Зло: не думай об этом»' на DVD, а премьера клипа состоялась на канале Cartoon Network.
I Don't Think About It был записан для фильма Р. С. Стайна: Зло: не думай об этом, и в июле 2009 года этот сингл становится хитом на Radio Disney.
Песню для видеоклипа Эмили записывает на студии звукозаписи. На протяжении всего видеоклипа Осмент поёт песню с сумасшедшей анимацией в фоновом режиме. В видеоклипе использованы кадры из фильма Зло: не думай об этом. В видео также присутствуют сцены из-за кулис клипа, а также некоторые из домашнего видео Осмент.
Осмент также записала ремейк версию песни «If I Didn’t Have You» с Митчелом Муссо для Disneymania 6. Песню продюсировал Брайан Тодд. Вдвоём также они пересняли клип на их ремейк. В дополнение, Осмент записала песню, выпустившую в 2008 году вместе с «Disney Channel Circle Of Stars». Осмент записала ремейк на песню «Once Upon a Dream». Песня вышла в эфир на Disney Channel 12 сентября 2008 года. Осмент также записала песню под названием «Hero in Me» для полнометражного фильма Disney Channel — Папохищение. Песня также была выпущена в альбоме Disney Channel Playlist, который был выпущен 9 июня 2009 года.
В соответствии с интервью Эмили в 2008 году, она в настоящее время сочиняет и записывает треки вместе с Eve 6. В интервью с Half Taft Blue в 2008 году, Осмент рассказывает что она работает над своим новым мини-альбомом All the Right Wrongs, хотя музыка будет полностью отличаться от поп. Вместо этого, основным жанром будет инди-рок, и мини-альбом будет выпущен Wind-up Records 27 октября 2009 года.
Осмент описывает свою музыку «безусловно как поп, но с частичкой альтернативного рока». 18 сентября 2009 года Осмент написала на своей официальной странице в Twitter, список песен которые будут находиться в её мини-альбоме.
24 марта Осмент подтвердила на Good Day NY, что её дебютный альбом будет выпущен летом 2010 года. Премьера первого сингла «Let’s Be Friends» из её дебютного альбома состоялась 7 июня 2010 года на JSYK.com. 3 июня было объявлено, что альбом будет выпущен осенью этого года. 16 августа Осмент объявляет, что её альбом будет выпущен в США 5 октября, и что он будет называться Fight or Flight. Обложка альбома была готова 17 августа.
В мае 2011 года Эмили выпускает свой следующий сингл «Hush», который играет только на канадском радио. Песня записана дуэтом между ней и Джошем Рамсеем.
В июле 2011 года она выпускает ещё один сингл «Drift» и снимается в фильме Кибер-террор.
Эмили Осмент подтвердила на своем официальном аккаунте в Facebook в 2013 году, что она покинула свой лейбл Wind-Up Records и запустила независимый проект в фолк, инди и кантри группе под названием Ramshackle, состоящей из Осмент и её друга Дэна Шехтера, и выступила в таких барах, как Troubadour и на фестивале Spiedie Fest 2013, исполнив каверы The Beatles, R. Kelly и «Lullaby».
В октябре 2013 года начались съемки третьего фильма франшизы «Кошмар» под названием A Daughter’s Nightmare, премьера которого состоялась на телеканале Lifetime в 2014 году. Осмент записала песню «In Case Of Fire» для саундтрека к фильму.
Эмили Осмент подтвердила на своем официальном аккаунте в Facebook, что 8 марта 2019 года, в Международный женский день, она выпустила свой первый сингл под новым музыкальным псевдонимом Bluebiird, «Black Coffee Morning», за которым последовали «Sailor» 26 апреля и «Good Girl» 21 июня соответственно. 27 сентября она выпустила EP под этим псевдонимом под названием When I Loved You.

### Предпринимательство
В том же году, Осмент подписывает контракт с общенациональной компанией «Smart Girls Rock» в Нью-Йорке на выпуск джинсовой марки Vanilla. «Это новая линия для девочек, одежда действительно джинсовая и девушка немного похожа на панка». Она выдвинула свою песню «I Don’t Think About It» для компании и рекламы.
Поздно летом Disney выпустила коллекцию одежды Ханна Монтана. Осмент помогала разрабатывать некоторые предметы из коллекции. Изображение Эмили Осмент было использовано на некоторых вещах, а также на других товарах Ханны Монтаны (таких как куклы и DVD).

## Личная жизнь
Эмили Осмент крепко дружит с Митчелом Муссо и Майли Сайрус. В одном из интервью, Эмили рассказала, что её любимая книга — «Сумерки». Она также подтвердила, что у неё были серьёзные долгосрочные отношения с кем-то за несколько лет, и что этот человек вдохновил её на написание многих песен, в том числе «You Are the Only One» из мини-альбома All the Right Wrongs. Она оставила свою школу и училась дома с частными репетиторами. С октября 2024 года Эмили в браке с музыкантом Джеком Энтони . Спустя пять месяцев пара подала на развод 

## Фильмография
| Год       | Название                                      | Оригинальное название                             | Роль                  | Примечание              |
| --------- | --------------------------------------------- | ------------------------------------------------- | --------------------- | ----------------------- |
| 1999      | «Секрет жизни девочек»                        | The Secret Life of Girls                          | Миранда Айкен         |                         |
| 1999      | «Сара, высокая и простая женщина: Конец зимы» | Sarah, Plain and Tall: Winter’s End               | Кесси Уиттинг         |                         |
| 1999      | «Третья планета от Солнца»                    | 3rd Rock from the Sun                             | Дашлия                | 6-я серия 5-го сезона   |
| 2000      | «Большой выдумщик Эдвард Фудваппер»           | Edwurd Fudwupper Fibbed Big                       | Голос                 |                         |
| 2000      | «Прикосновение ангела»                        | Touched by an Angel                               | Алисса                | 12-я серия 6-го сезона  |
| 2001      | «Друзья»                                      | Friends                                           | Лелани Майоланофавич  | 6-я серия 8-го сезона   |
| 2003      | «Дети шпионов 2: Остров несбывшихся надежд»   | Spy Kids 2: The Island of Lost Dreams             | Герти Гигглс          |                         |
| 2003      | «Дети шпионов 3: Игра окончена»               | Spy Kids 3-D: Game Over                           | Герти Гигглс          |                         |
| 2005      | «Лило и Стич 2: Большая проблема Стича»       | Lilo & Stitch 2: Stitch Has a Glitch              | Дополнительные голоса |                         |
| 2006      | «Самое необычное Рождество Рыжика»            | Holidaze: The Christmas That Almost Didn’t Happen | Трик                  | Голос                   |
| 2006—2011 | Ханна Монтана                                 | Hannah Montana                                    | Лилли Траскотт        | 100 эпизодов            |
| 2007      | «Зло: не думай об этом»                       | The Haunting Hour: Don’t Think About It           | Кесси Келлер          |                         |
| 2007      | «Шорты коротышки McShorts»                    | Shorty McShorts' Shorts                           | Келли                 | Голос                   |
| 2008      | «Футбольная мама»                             | Soccer Mom                                        | Бекка                 |                         |
| 2008      | «Сид, инструкция по выживанию»                | Surviving Sid                                     | Клэр                  | Голос                   |
| 2009      | «Ханна Монтана: Кино»                         | Hannah Montana: The Movie                         | Лилли Траскотт        |                         |
| 2009      | «Папохищение»                                 | Dadnapped                                         | Мелисса Моррис        |                         |
| 2009      | «Всё тип-топ, или Жизнь на борту»             | The Suite Life on Deck                            | Лилли Траскотт        | 21-я серия 1-го сезона  |
| 2010      | «Jonas L.A.»                                  | Jonas L.A.                                        | Камео                 | 11-я серия 2-го сезона  |
| 2010—2012 | «Сорвиголова Кик Бутовски»                    | Kick Buttowski: Suburban Daredevil                | Кендалл Перкинс       | Голос                   |
| 2011      | «Крошка из Беверли-Хиллз 2»                   | Beverly Hills Chihuahua 2                         | Пеп                   | Голос                   |
| 2011      | «Со склонов Кокурико»                         | From Up on Poppy Hill                             | Нобуко Йокояма        | Голос                   |
| 2011      | «Кибер-террор»                                | Cyberbully                                        | Тэйлор Хиллридж       |                         |
| 2012      | «Крошка из Беверли-Хиллз 3»                   | Beverly Hills Chihuahua 3: Viva la Fiesta!        | Пеп                   | Голос                   |
| 2012      | «Жизнь с парнями»                             | Life with Boys                                    | Камео                 | 11-я серия 1-го сезона  |
| 2012—2014 | «Гриффины»                                    | Family Guy                                        | Рут Кочамер и другие  | Голос; 11-12 сезоны     |
| 2013      | «Два с половиной человека»                    | Two and a Half Men                                | Эшли                  | 20-я серия 10-го сезона |
| 2013      | «Чистильщики»                                 | Cleaners                                          | Рокси                 |                         |
| 2014      | «Кошмар дочери»                               | A Daughter’s Nightmare                            | Ариель Морган         |                         |
| 2014-2018 | «Молодые и голодные»                          | Young & Hungry                                    | Габи Даймонд          |                         |
| 2016      | «Поцелуй меня»                                | Kiss Me                                           | Шелби                 |                         |
| 2019      | «Почти семья»                                 | Almost Family                                     | Рокси Дойл            |                         |
| 2021      | «Детство Шелдона»                             | Young Sheldon                                     | Мэнди Макаллистер     | 5 сезон, с 11 серии     |
| 2024      | «Первый брак Джорджи и Мэнди»                 | Georgie & Mandy’s First Marriage                  | Мэнди Макаллистер     |                         |

## Дискография
Студийные альбомы
- Fight or Flight (2010)

Мини-альбом
- All the Right Wrongs (2009)
- When I Loved You (как Bluebiird, 2019)

## Награды
| Год  | Результат | Награда                  | Номинированная работа                       |
| ---- | --------- | ------------------------ | ------------------------------------------- |
| 1999 | Номинация | Кинопремия Молодой актёр | Сара, высокая и простая женщина: Конец зимы |
| 2003 | Номинация | Кинопремия Молодой актёр | Дети шпионов 2: Остров несбывшихся надежд   |
| 2008 | Номинация | Кинопремия Молодой актёр | Ханна Монтана                               |
| 2008 | Номинация | Кинопремия Молодой актёр | Зло: не думай об этом                       |
| 2009 | Номинация | Teen Choice Awards       | Ханна Монтана: Кино                         |
| 2009 | Победа    | Teen Choice Awards       | Ханна Монтана                               |
| 2010 | Номинация | People’s Choice Awards   | Ханна Монтана: Кино                         |